# Mary Morris (brodeuse)
Pour les articles homonymes, voir Morris et May Morris.
Mary « May » Morris (25 mars 1862 - 17 octobre 1938) est une femme artisan, designeuse de broderies, joaillière, socialiste et éditrice anglaise. Elle est la plus jeune fille de l'artiste pré-raphaélite et designer William Morris et de Jane Morris, son épouse et modèle, qui est aussi une couturière du mouvement Arts and Crafts.

## Biographie

### Enfance

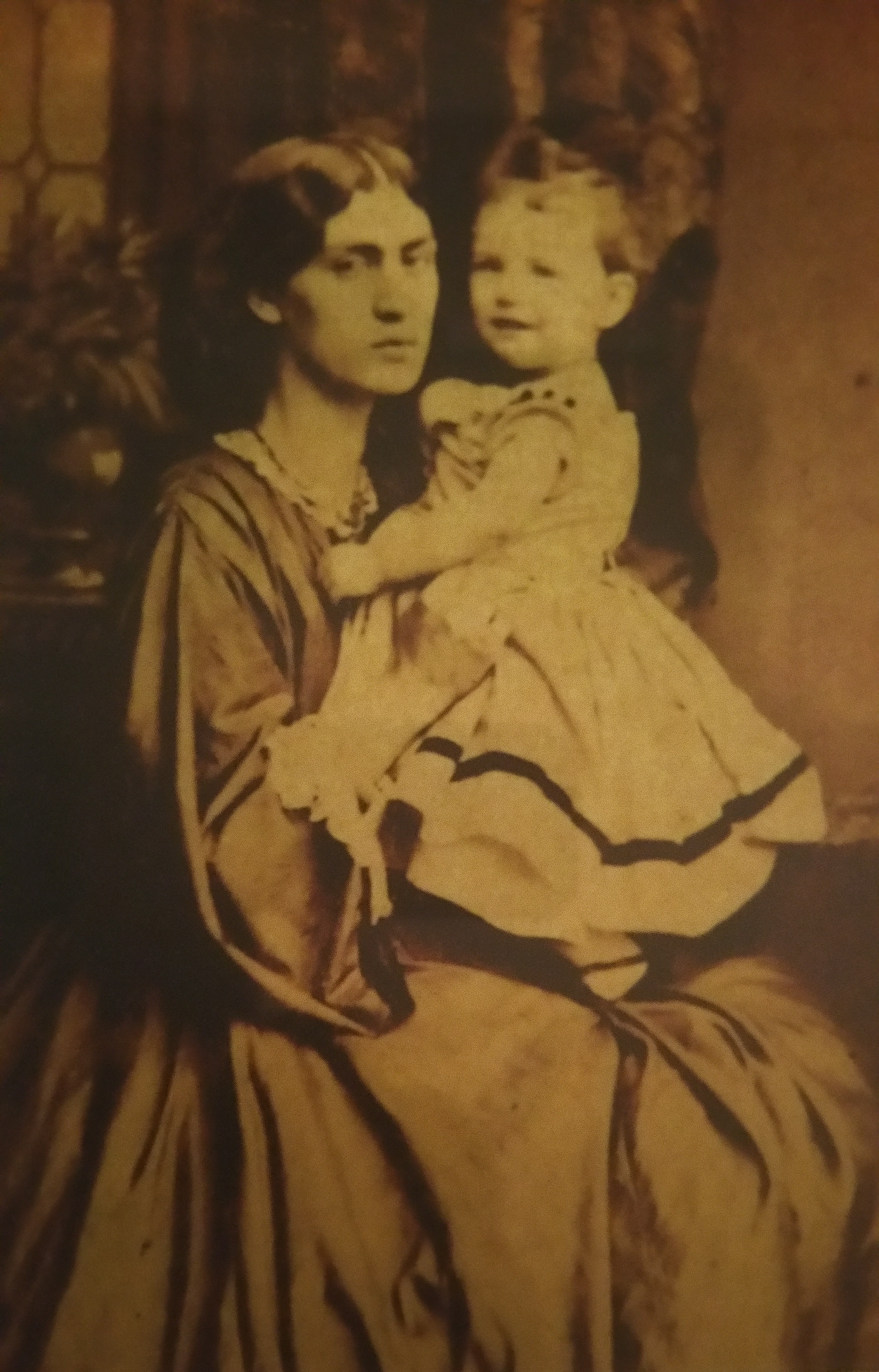
Photographie de Jane et May Morris, vers 1865.

Mary Morris naît le 25 mars 1862 dans l'immeuble Arts and Crafts « Red House », situé dans la ville de Bexleyheath au sud-est de Londres, en Angleterre ; elle est prénommée Mary parce qu'elle est née le jour de l'Annonciation dans le calendrier.

### Formation, carrière et travaux

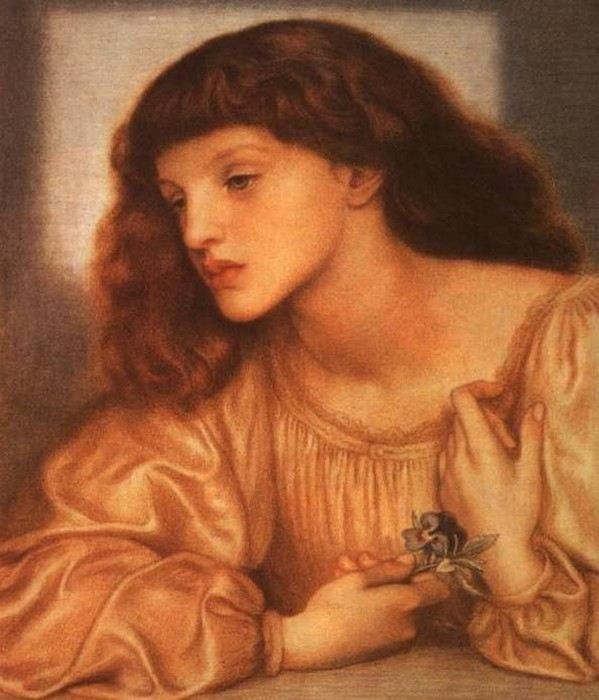
Dante Gabriel Rossetti, May Morris (détail), 1872.

Mary apprend à broder auprès de sa mère et de sa tante Bessie Burden, qui avaient été élèves de William Morris. En 1878, Mary entre dans la National Art Training School, précédant le Royal College of Art de Londres. En 1885, âgée de 23 ans, elle devient la Directrice du Département de broderie dans l'entreprise de son père : Morris & Co. Elle est alors responsable de la production d'une gamme de dessins, qui ont souvent été attribués par erreur à son père. Elle dirige ce département jusqu'à la mort de son père en 1896 puis change de rôle pour prendre celui de consultante.
En 1886, May Morris tombe amoureuse de Henry Halliday Sparling (1860-1924), qui est secrétaire de la Ligue socialiste. Malgré les inquiétudes de sa mère à propos de son potentiel futur beau-fils, Mary Morris et Henry Halliday Sparling se marient le 14 juin 1890 au Bureau d'enregistrement de Fulham. Le couple divorce en 1898, date à laquelle May Morris reprendra son nom de famille de naissance.
En 1907, May Morris fonde avec la brodeuse Mary Elizabeth Turner la Women's Guild of Arts (en) (Guilde féminine des Arts) ; ceci en conséquence du fait que la Art Workers' Guild (Guilde des travailleurs des Arts) refusait les femmes pour membres.
May Morris édite en 24 volumes les Collected Works de son père, pour Longmans, Green and Company, entre 1910 et 1915. Après la mort de son père, elle commande la construction de deux maisons dans le style qu'il aimait au sein du village de Kelmscott dans les Costwolds. Sa compagne à Kelmscott de 1917 à sa mort est Mary Lobb, une volontaire de l'armée de terre dans le village.

### Mort
May Morris meurt à Kelmscott Manor le 17 octobre 1938.

## Œuvres

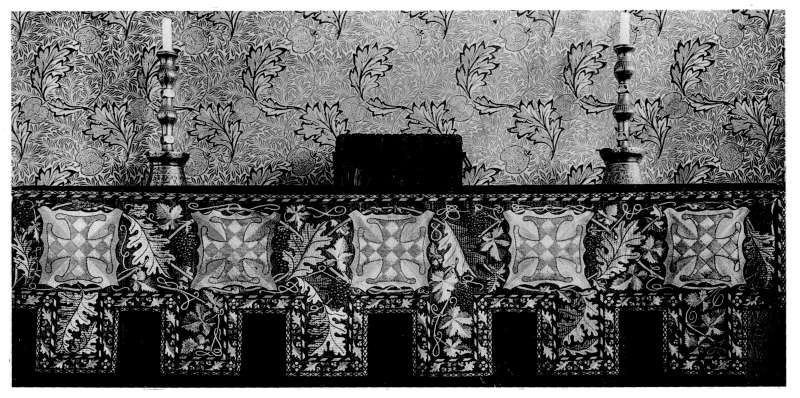
Broderie exécutée par May Morris, d'après un dessin de l'architecte anglais Philip Webb, 1912.

### Broderie
May Morris est une brodeuse et créatrice influente, même si ses contributions sont souvent éclipsées par celles de son père, qui est une figure majeure du mouvement Arts and Crafts. Elle poursuit la résurrection de la broderie de forme libre commencée par celui-ci dans le style qui pourrait être nommé couture d'art. Les travaux d'aiguille artistiques mettent l'accent sur la couture à main levée et de délicates nuances de fil de soie afin d'encourager l'expression personnelle du brodeur, ceci en contraste fort avec la broderie de laine berlinoise qui comporte des couleurs très vives et a une esthétique qui semble proche des « peintures à numéros » qui avait saisi une grande part de la broderie à la maison au milieu du XIXe siècle.
May Morris est aussi active dans la Royal School of Art Needlework (RSAN ; devenue par la suite la Royal School of Needlework), fondée en tant qu'organisme de bienfaisance en 1872, sous le patronage de la princesse Helena du Royaume-Uni afin de maintenir et développer l'art de la couture grâce à des apprentissages structurés. Ouverte initialement dans des chambres dans Sloane Street à Londres, l'école compte à ses débuts un personnel de vingt femmes supervisé par Lady Victoria Welby et Mme Dolby, une « autorité dans le travail ecclésiastique ». Tandis que les cours disponibles dans les écoles publiques de design pour femmes ne sont que théoriques, la RSAN a l'avantage notable d'une formation pratique, les mains dans l’entraînement technique. L'école grandit rapidement et, en 1875, emménage dans son troisième local, idéalement situé dans Exhibition Road, à côté du South Kensignton Museum (Victoria and Albert Museum). Les collections de broderies anciennes de ce musée sont alors étudiées en vue de comprendre et réapprendre le travail des anciens.
L'équipe de la RSAN compte aussi la sœur de Jane Morris, Elizabeth Burden, qui est instructrice technique en chef à partir de 1880, ainsi que les créatrices Deborah Birnbaum (vers 1889) et Nellie Whichelo (vers 1890).
May Morris enseigne la broderie à la LCC Central School of Art de Londres à partir de 1897, et prend la tête du Département de broderie entre 1899 et 1905 ; elle poursuit ensuite son association avec la Central School en tant que Visiteuse jusqu'en 1910. Elle a aussi enseigné à Birmingham, Leicester et à Hammersmith Art School.
En 1916, de nombreuses écoles d'art sous l'égide du LCC incluent la broderie dans leur programme. Parmi les instructeurs en broderie, se trouvent les sœurs Ellen M. Wright et Fanny I. Wright, toutes deux employées auparavant dans le Département de broderie de Morris & Co. et formées par May Morris. Ellen M. Wright a aussi enseigné à la Clapham School of Art, aidée par Mlle F. Pooley.

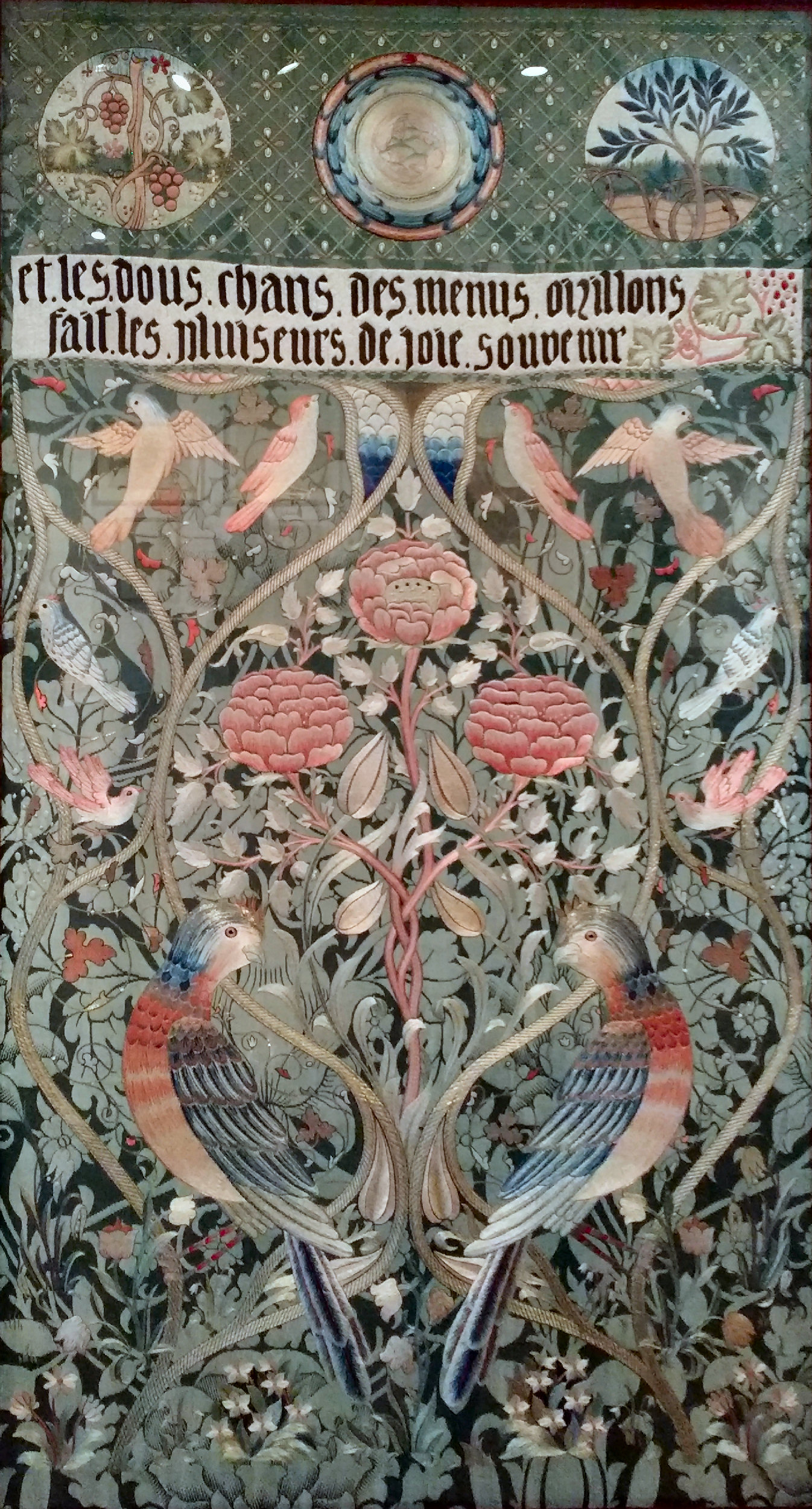
Automne et hiver.
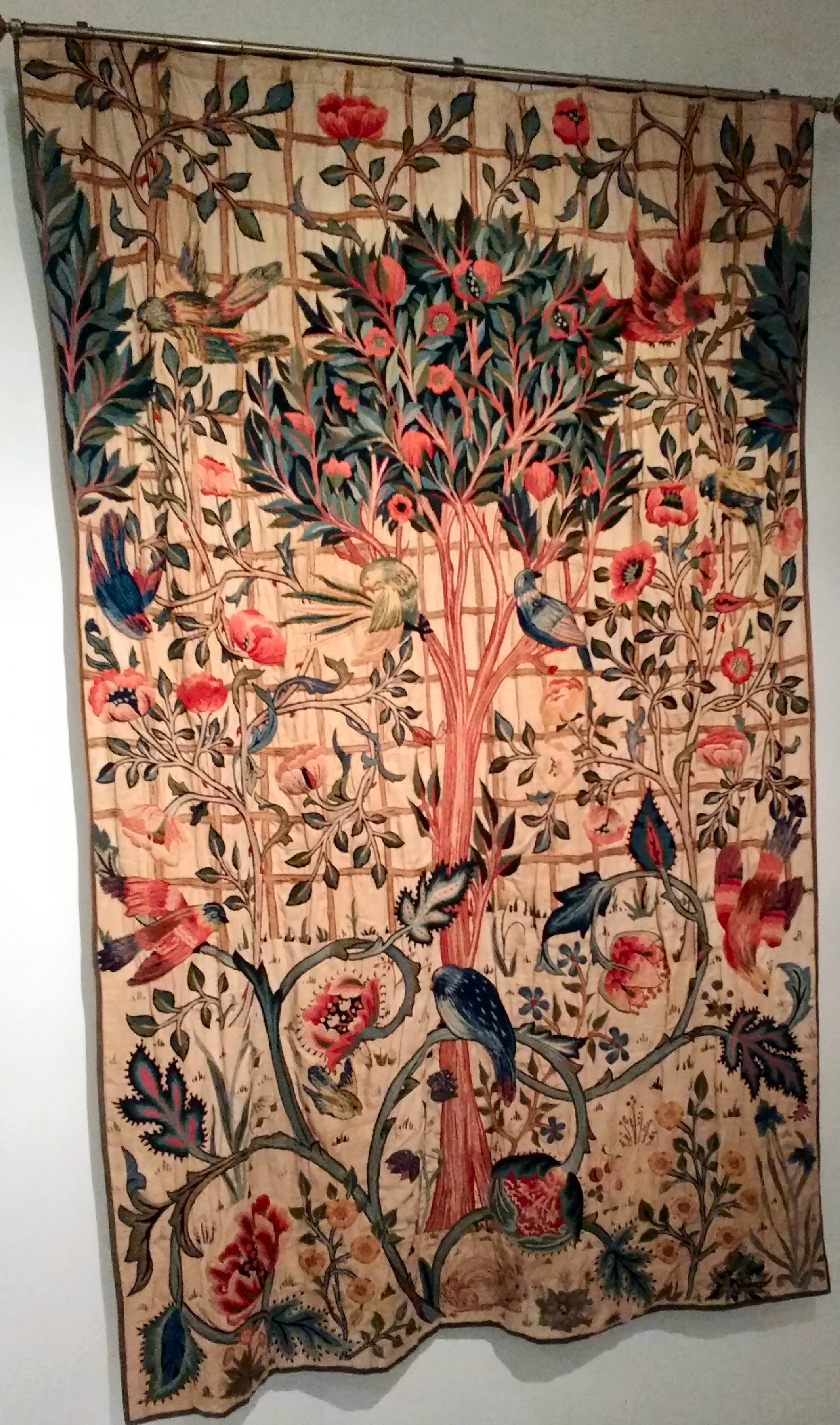
tête de lit de William Morris, par May Morris (1893).
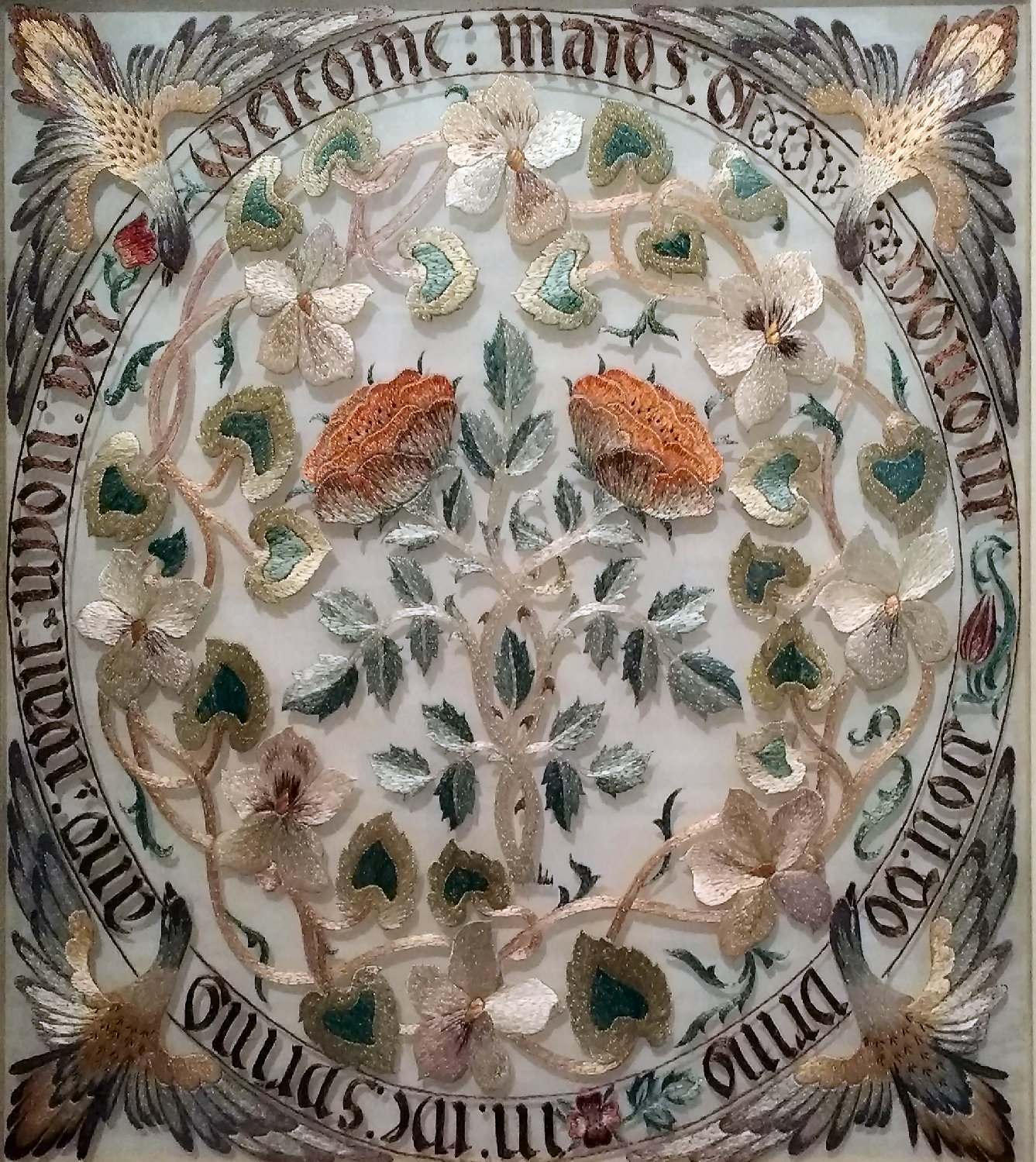
Demoiselles d'honneur (années 1890).

### Joaillerie
May Morris a aussi dessiné et réalisé de la joaillerie. Elle commence à dessiner de la joaillerie au tournant du XXe siècle et a probablement été inspirée par les joailliers de Birmingham Arthur et Georgie Gaskin, qui étaient de vieux amis de la famille. Des exemplaires de ses œuvres en joaillerie sont notamment exposés au Victoria and Albert Museum ainsi qu'au Musée national du pays de Galles.

## Publications
- (en) Decorative Needlework. Londres, Joseph Hughes & Co., 1893, [lire en ligne (page consultée le 25 mai 2021)].
- (en) éd. et introd. Collected Works of William Morris. 24 v. Londres, Longmans, Green, 1910–1915. New York, Russell & Russell, 1966.
- (en) « Coptic Textiles ». Architectural Review 5 (1899), 274–287.
- (en) « Chain Stitch Embroidery ». Century Guild Hobby Horse 3 (1888), 25–29.
- (en) « Line Embroidery ». Art Workers' Quarterly 1:4 (octobre 1902), 117–121.
- (en) « Opus Anglicanum – The Syon Cope ». Burlington Magazine 6 (octobre 1904 – March 1905), 278–285.
- (en) « Opus Anglicanum II – The Ascoli Cope ». Burlington Magazine 6 (octobre 1904 – March 1905), 440–448.
- (en) « Opus Anglicanum III – The Pienza Cope ». Burlington Magazine 7 (avril-septembre 1905), 54–65.
- (en) « Opus Anglicanum at the Burlington Fine Arts Club ». Burlington Magazine 7 (avril-septembre 1905), 302–309.
- (en) « William Morris ». Letter. Times Literary Supplement, 905 (22 May 1919), 280.
- (en) « William Morris ». Letter. Times Literary Supplement, 1685 (17 May 1934).